# 五式四十粍高射機関砲
五式四十粍高射機関砲 （5しき40みりこうしゃきかんほう）は、第二次世界大戦期に大日本帝国が製造した対空機関砲である。

## 概要
太平洋戦争序盤、マレー作戦によりマレー半島を占領した大日本帝国陸軍は、ボフォース 60口径40mm機関砲をイギリス軍から鹵獲した。南方軍はシンガポールとジャワ島で計60門を捕獲、うち2門を陸軍技術本部に送り、弾薬の設計製造を行った。この機関砲の能力が非常に優れていたため、日本軍でもコピーして使用することを試みた。しかし製造に手間取り、陸軍では終戦間際に国産として2門が完成したにとどまった。完成したのは1945年（昭和20年）5月に2門である。7月には押収したボフォース40mm高射機関砲を改造して3門が完成した。
陸軍での調達計画は110門、うち昭和20年中に35門を生産する予定だった。

## 弾薬
終戦当時、大阪の枚方製造所では三式高射尖鋭弾の完成品が13,000発存在した。京都の山科精工所では22,000発の完成品および半途品が存在した。和歌山鉄工所では両方合わせ82,000発があった。
弾種は三式高射尖鋭弾で、全重2.21kg、一式瞬発自爆信管を弾頭に装着し、弾量は1kgである。弾体中央部には起爆筒が収められ、炸薬が詰められている。弾体内部の後部には曳光剤点火具と曳光剤を充填している。

## 海軍の生産
大日本帝国海軍では、同砲を神島型敷設艇や海防艇の艦載砲として採用しており、陸上配備用のものも含め横須賀海軍工廠で15基、豊川海軍工廠で20基を製造したといわれている。